# Loriculus exilis
Loriculus exilis là một loài chim trong họ Psittacidae.